# Прошек, Богумил
Богумил Прошек (чеш. Bohumil Prošek; 26 марта 1931, Кладно, Чехословакия — 30 августа 2014, Чехия) — чехословацкий тренер и хоккеист, нападающий. Призёр чемпионатов мира и Европы, участник Олимпийских игр 1956 года, 5-кратный чемпион Чехословакии. Включён в Зал хоккейной славы Чехии.
С 1966 по 1973 год и с 1977 по 1979 год работал главным тренером клуба «Кладно». В 1978 году привёл команду к титулу чемпиона Чехословакии.

## Биография
Богумил Прошек родился 26 марта 1931 года в Кладно. В хоккей начал играть в родном городе, в 1951 году провёл своё первый сезон в чемпионате Чехословакии.
В 1953 году Прошек перешёл в команду «Руда гвезда» из Брно, который был на тот момент сильнейшим клубом Чехословакии. В составе клуба из Брно Прошек 4 раза становился чемпионом Чехословакии.
В 1958 году вернулся в «Кладно» и сразу же помог команде впервые в своей истории завоевать чемпионский титул.
С 1955 по 1962 год Прошек выступал за сборную Чехословакии. Вместе с командой он завоевал на Чемпионатах мира 2 бронзовые и одну серебряную медаль. На европейских чемпионатах в активе Прошека 4 медали (1 золото, 1 серебро и 2 бронзы). Также Прошек выступал на Олимпийских игр 1956 года.
После окончания игровой карьеры, в 1967 году Прошек стал главным тренером «Кладно». В 1978 году привёл клуб к победе в чехословацком чемпионате. Тренерскую карьеру Богумил Прошек завершил в 1989 году, в Японии.
19 декабря 2013 года был принят в Зал славы чешского хоккея.
Умер 30 августа 2014 года в возрасте 83 лет.

## Достижения

### Игрок
Чемпион Чехословакии 1955—1959
 Чемпион Европы 1961
 Серебряный призёр чемпионата Чехословакии 1954, чемпионата Европы 1959 и чемпионата мира 1961
 Бронзовый призёр чемпионатов Европы 1956, 1957 и чемпионатов мира 1957, 1959

### Тренер
Чемпион Чехословакии 1978

## Статистика
- Чемпионат Чехословакии — 279 игр, 143 шайбы
- Сборная Чехословакии — 39 игр, 13 шайб
- Всего за карьеру — 318 игр, 156 шайб

## Футбольная карьера
В 1957 году играл за футбольную команду «Руда гвезда» из Брно. Провёл 3 матча, забил 1 гол. По случайности этот гол был в ворота «Кладно», в котором работал его отец, бывший футболист. Матч закончился со счётом 2:1 в пользу «Руды гвезды», а из-за гола Прошека «Кладно» выбыл во вторую лигу. Потом Прошек выступал за «Кладно» и помог ему снова выйти в первую лигу чемпионата Чехословакии.